# Dennaton Games
Dennaton Games is een Zweeds computerspelontwikkelaar. Het bedrijf is een samenwerking tussen programmeur Jonatan "Cactus" Söderström en kunstenaar Dennis Wedin. 

## Ontwikkelde spellen
| Release | Titel                         | Platform                                                                              |
| ------- | ----------------------------- | ------------------------------------------------------------------------------------- |
| 2012    | Hotline Miami                 | Linux, OS X, PlayStation 3, PlayStation 4, PlayStation Vita, Windows,Nintendo Switch  |
| 2014    | Hotline Miami 2: Wrong Number | Linux, OS X, PlayStation 3, PlayStation 4, PlayStation Vita, Windows, Nintendo Switch |